# 에세이 1
에세이 1(Essay : First Series)은 랠프 월도 에머슨이 쓴 에세이를 묶어놓은 책이다.  1841년에 출간되었으며 초월주의에 관련된 글이다.

## 내용
1. 역사
2. 자기 신뢰
3. 보상
4. 영적인 법칙들
5. 사랑
6. 우정
7. 사려분별
8. 영웅주의
9. 초영혼
10. 써클
11. 지성
12. 예술